# Knauermühle

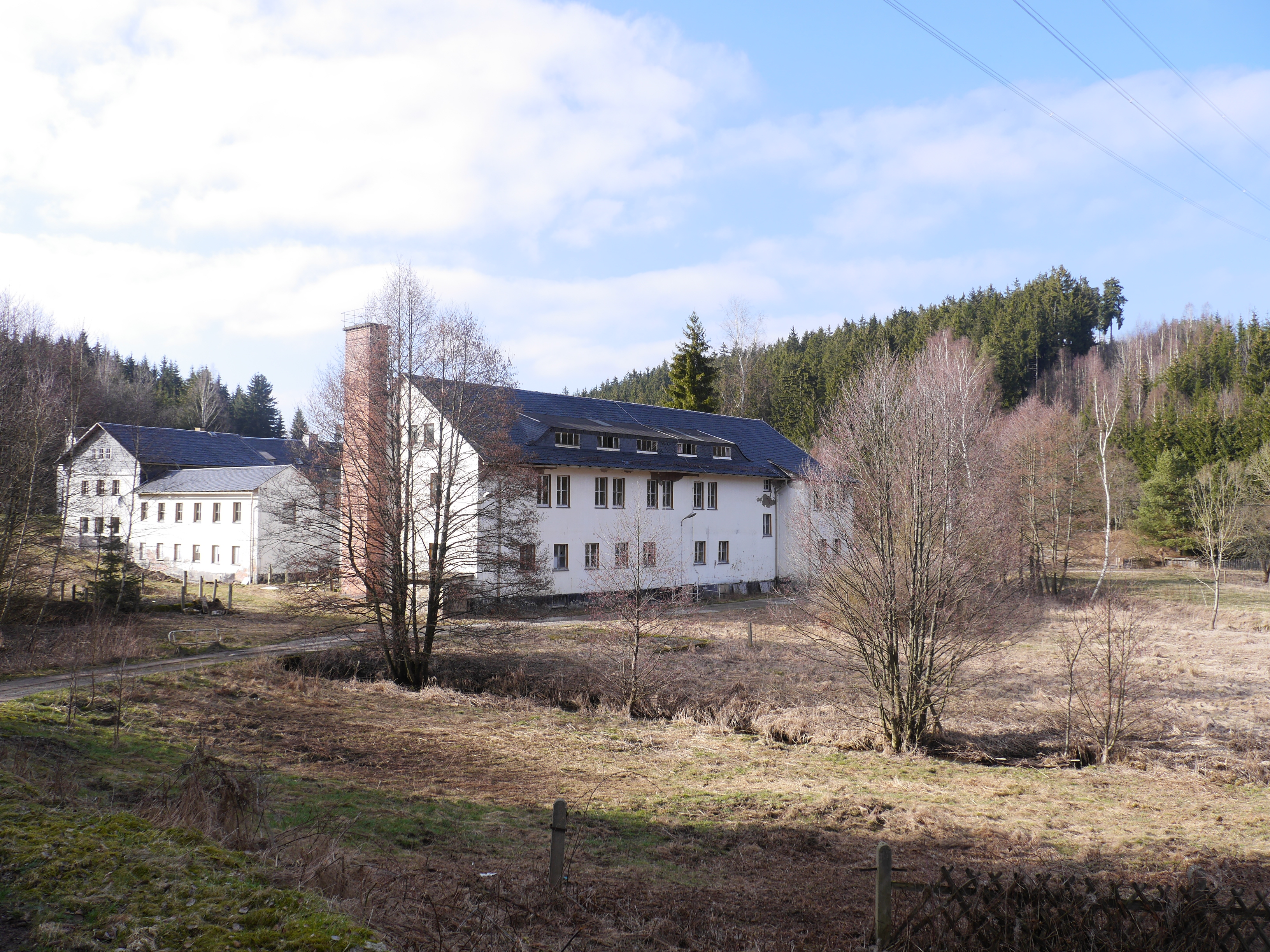
Die Knauermühle, 2014

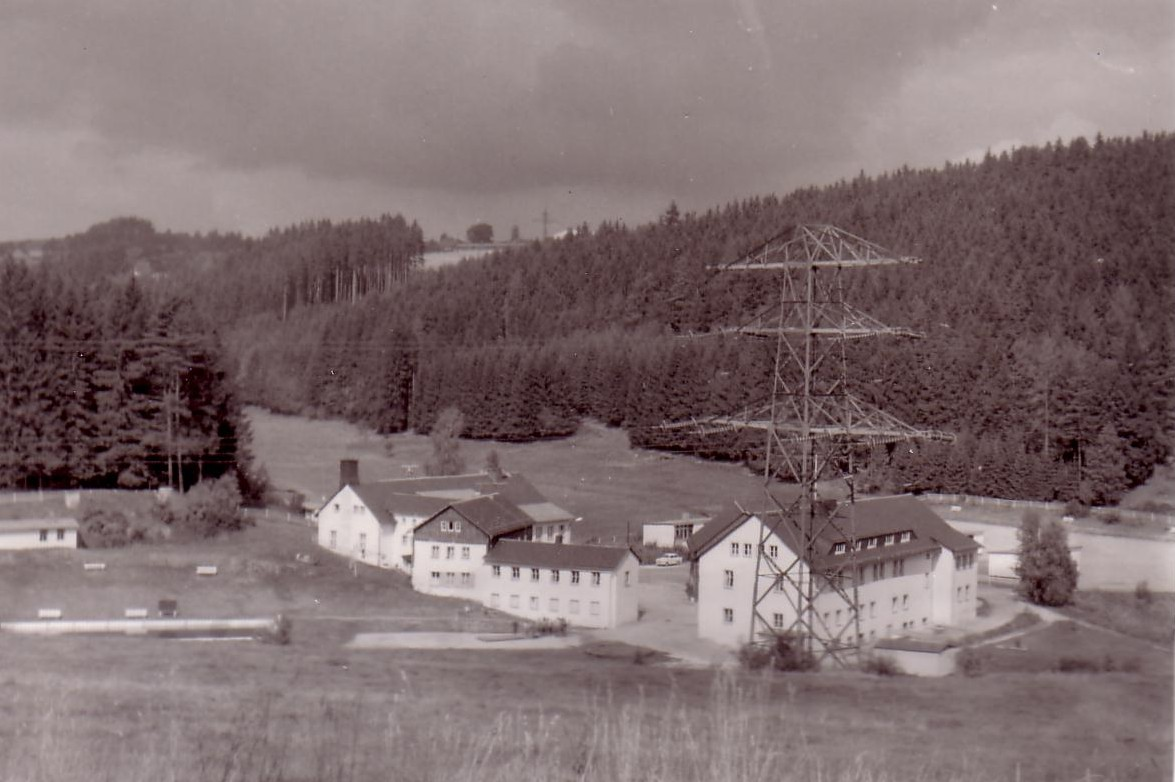
Die Knauermühle in den 1980er Jahren

Knauermühle ist ein Anwesen der Stadt Wurzbach im Saale-Orla-Kreis in Thüringen.

## Geografie
Die Einzelansiedlung Knauermühle  liegt südlich des Ortsausgangs von Haslersberg geradeaus von der ersten Rechtskurve der Straße nach Lehesten in einem bewaldeten Tal.

## Geschichte
In den 1980er Jahren wurde das Objekt von der NVA als Ferienlager für Sommer- und Winterferien genutzt. In den 1990er Jahren dienten die Gebäude als Grundschule und Hort der Stadt Wurzbach. Danach wurde das Anwesen von der Treuhandanstalt privatisiert.